# 화목국민학교 무계분교
화목국민학교 무계분교는 경상북도 청송군 현서면 무계리에 있었던 국민학교 분교이다.

## 연혁
- 일자미상 화목국민학교 무계분교 설립 인가
- 1971년 3월 21일 무계분교장 개교
- 1990년 3월 1일 화목국민학교 무계분교 개편
- 1991년 3월 1일 폐교 및 화목국민학교 통폐합